# Макаркино (Омская область)
Макаркино — деревня в Черлакском районе Омской области России. Входит в состав Южно-Подольского сельского поселения. Место компактного расселения российских немцев.

## История
Основана в 1908 году. В 1928 году посёлок Эбенфельдский состоял из 49 хозяйств, основное население — немцы. В составе Васильевского сельсовета Крестинского района Омского округа Сибирского края.
В соответствии с Законом Омской области от 30 июля 2004 года № 548-ОЗ «О границах и статусе муниципальных образований Омской области» деревня вошла в состав образованного муниципального образования «Южно-Подольское сельское поселение».

## География
Находится на юге-востоке региона, в пределах Курумбельской степи, являющейся частью Чебаклы-Суминской впадины.

## Население
| 2010 |
| ---- |
| 320  |

Гендерный состав
По данным Всероссийской переписи населения 2010 года в гендерной структуре населения из 320 человек мужчин — 147, женщин — 173 (45,9 и 54,1 % соответственно).
Национальный состав
В 1928 году основное население — немцы.
Согласно результатам переписи 2002 года, в национальной структуре населения русские составляли 67 %, немцы 26 % от общей численности населения в 411 чел..